# قائمة الحاصلين على جائزة سخاروف لحرية الفكر
جائزة سخاروف لحرية الفكر (بالإنجليزية: Sakharov Prize for Freedom of Thought)‏ والمعروفة باسم جائزة ساخاروف، هي جائزة فخرية للأفراد أو الجماعات الذين كرسوا حياتهم للدفاع عن حقوق الإنسان وحرية الفكر. سميت الجائزة على اسم العالم الروسي والمنشق أندريه ساخاروف، وقد أسسها البرلمان الأوروبي في ديسمبر 1988.
توضع قائمة مختصرة بالمرشحين سنويًا من قبل لجنة البرلمان الأوروبي للشؤون الخارجية ولجنة التنمية. ثم يختار أعضاء البرلمان الأوروبي الذين يشكلون تلك اللجان قائمة مختصرة في سبتمبر. بعد ذلك، يمنح الاختيار النهائي لمؤتمر رؤساء البرلمان الأوروبي (الرئيس وقادة المجموعات السياسية) ويعلن عن اسم الفائز في أواخر أكتوبر. تُمنح الجائزة في حفل يقام في هيميسايكل ستراسبورغ في البرلمان في ديسمبر. تشمل الجائزة جائزة مالية قدرها 50,000 يورو.
وقد مُنحت الجائزة الأولى للجنوب أفريقي نيلسون مانديلا والروسي أناتولي مارتشينكو. مُنحت جائزة عام 1990 إلى أون سان سو تشي، لكنها لم تستطع الحصول عليها حتى عام 2013 نتيجة سجنها السياسي في بورما. كما مُنحت الجائزة لمنظمات، أولها منظمة أمهات ميدان مايو في عام 1992. وقد مُنح خمسة من الحائزين على جائزة ساخاروف لاحقًا جائزة نوبل للسلام: نيلسون مانديلا، وأون سان سو تشي، وملالا يوسفزي، ودينيس موكويغي، ونادية مراد.
اختطفت رزان زيتونة الحائزة على الجائزة عام (2011) عام 2013 ولا تزال مفقودة. أطلق سراح نسرين ستوده الحائزة على الجائزة عام (2012) من السجن في سبتمبر 2013، لكنها لا تزال ممنوعة من مغادرة إيران، جنبًا إلى جنب مع زميلها الحائز على جائزة 2012 جعفر بناهي. مُنحت جائزة عام 2017 للمعارضة الديمقراطية في فنزويلا، تحت مقاطعة اليسار المتحد الأوروبي-اليسار الأخضر النوردي.

## الفائزون بالجائزة
| السنة | الصورة | الفائز                          | الجنسية                     | ملاحظات | المراجع            |
| ----- | --- | ------------------------------- | --------------------------- | --- | ------------------ |
| 1988  | Nelson Mandela was the inaugural winner of the prize, together with أناتولي مارتشينكو | نيلسون مانديلا                  | جنوب أفريقيا                | ناشط مناهض للفصل العنصري وبعد ذلك كان رئيسًا لجنوب أفريقيا. | [ 11 ]             |
| 1988  | Marchenko | أناتولي مارتشينكو (بعد وفاته)   | الاتحاد السوفيتي            | منشق سوفيتي ومؤلف وناشط في مجال حقوق الإنسان. | [ 12 ]             |
| 1989  | Dubček in 1989 | ألكسندر دوبتشيك                 | تشيكوسلوفاكيا               | سياسي سلوفاكي، حاول إصلاح النظام الشيوعي خلال ربيع براغ. | [ 11 ]             |
| 1990  | Suu Kyi in 2013 | أون سان سو تشي                  | بورما                       | في الوقت الذي حصلت فيه على الجائزة، كانت سو تشي سياسية معارضة وأمينًا عامًا سابقًا للرابطة الوطنية من أجل الديمقراطية، والمعروفة بكفاحها السلمي ضد الحكم العسكري في ميانمار. قبلت الجائزة بنفسها في عام 2013، بعد أن أطلق سراحها بعد 15 عامًا من الإقامة الجبرية. في عام 2020، علق مؤتمر رؤساء البرلمان الأوروبي رسميًا سو تشي من مجتمع جائزة ساخاروف بسبب دورها في الفظائع ضد شعب الروهينجيا، لكنه لم يلغي الجائزة نفسها.               | [ 13 ] [ 14 ]      |
| 1991  | | آدم ديماتشي                     | يوغوسلافيا                  | سياسي ألباني كوسوفي وسجين سياسي طويل الأمد. | [ 11 ]             |
| 1992  | The white shawl of the Mothers of the Plaza de Mayo, painted on the floor in Buenos Aires, Argentina | منظمة أمهات ميدان مايو          | الأرجنتين                   | رابطة الأمهات الأرجنتينيات اللائي اختفى أطفالهن خلال الحرب القذرة. | [ 13 ]             |
| 1993  | The Oslobođenje logo, 2019 | أوسلوبودينيي                    | البوسنة والهرسك             | صحيفة شعبية دافعت عن البوسنة والهرسك كدولة متعددة الأعراق. | [ 13 ]             |
| 1994  | Nasrin in 2013 | تسليمة نسرين                    | بنغلاديش                    | طبيبة سابقة، كاتبة نسوية. | [ 13 ]             |
| 1995  | Zana in 2007 | ليلى زانا                       | تركيا                       | سياسية من أصل كردي من جنوب شرق تركيا، سُجنت لمدة 15 عامًا لكونها عضوًا في حزب العمال الكردستاني. | [ 11 ]             |
| 1996  | Jingsheng in 2010 | وي جينغشينغ                     | الصين                       | ناشط في الحركة الديمقراطية الصينية. | [ 13 ]             |
| 1997  | Ghezali in 2013 | سليمة غزالي                     | الجزائر                     | صحفية وكاتبة، ناشطة في مجال حقوق المرأة وحقوق الإنسان والديمقراطية في الجزائر. | [ 13 ]             |
| 1998  | Rugova in 2004 | إبراهيم روجوفا                  | صربيا والجبل الأسود         | سياسي من ألبان كوسوفو، أول رئيس لكوسوفو. | [ 11 ]             |
| 1999  | Gusmão in 2011 | شانانا غوسماو                   | تيمور الشرقية               | مناضل سابق وكان أول رئيس لتيمور الشرقية. | [ 15 ]             |
| 2000  | | حركة كفى!                       | إسبانيا                     | منظمة تجمع أفرادًا من مختلف الأطياف السياسية من أجل مكافحة الإرهاب. | [ 16 ]             |
| 2001  | Peled-Elhanan in 2001 | نوريت بيليد-إلحنان              | إسرائيل                     | ناشطة سلام. | [ 11 ]             |
| 2001  | | عزت الغزاوي                     | فلسطين                      | كاتب وأستاذ، كتب عن معاناة الشعب الفلسطيني واعتقلته السلطات الإسرائيلية عدة مرات بسبب "نشاطاته السياسية". | [ 11 ]             |
| 2001  | Zacarias Kamwenho in 2013 | زكارياس كاموينهو                | أنغولا                      | رئيس الأساقفة وناشط السلام. | [ 11 ]             |
| 2002  | | أوسوالدو بايا                   | كوبا                        | ناشط سياسي ومعارض. | [ 18 ]             |
| 2003  | Annan in 2012 | كوفي أنان                       | غانا                        | الحائز على جائزة نوبل للسلام والأمين العام السابع للأمم المتحدة. | [ 11 ]             |
| 2003  | The UN-flag since its inception in 1946 | الأمم المتحدة                   | الأمم المتحدة               | الحائز على جائزة نوبل للسلام والأمين العام السابع للأمم المتحدة. | [ 11 ]             |
| 2004  | | اتحاد صحفيو روسيا البيضاء       | بيلاروس                     | منظمة غير حكومية "تهدف إلى ضمان حرية التعبير وحقوق تلقي المعلومات وتوزيعها وتعزيز المعايير المهنية للصحافة". | [ 19 ]             |
| 2005  | Members of Ladies in White demonstrating in Havana، كوبا, in 2012 | حركة "سيدات في ثياب بيضاء"      | كوبا                        | حركة معارضة أسسها أقارب المعارضين المعتقلين. | [ 20 ]             |
| 2005  | The Reporters Without Borders logo since 2012 | مراسلون بلا حدود                | فرنسا                       | منظمة غير حكومية مقرها فرنسا تدعو إلى حرية الصحافة. | [ 20 ]             |
| 2005  | Ibrahim in 2018 | حواء إبراهيم                    | نيجيريا                     | محامية حقوق الإنسان. | [ 20 ]             |
| 2006  | Milinkevich in 2009 | ألكسندر ميلينكيفيتش             | بيلاروس                     | سياسي اختارته القوى الديمقراطية المتحدة لبيلاروسيا كمرشح مشترك للمعارضة في الانتخابات الرئاسية لعام 2006. | [ 21 ]             |
| 2007  | Osman in 2013 | صالح محمود عثمان                | السودان                     | محامي حقوق الإنسان. | [ 13 ]             |
| 2008  | Hu Jia | هو جيا                          | الصين                       | ناشط ومعارض. | [ 22 ]             |
| 2009  | Monument commemorating the victims of the political oppression in the USSR: a stone from Solovki concentration camp installed in front of the former KGB headquarters at Lubyanka Square in Moscow on 30 October 1990 | ميموريال                        | روسيا                       | جمعية دولية تهتم بالتاريخ والحقوق المدنية. | [ 23 ]             |
| 2010  | Fariñas in 2014 | غوييرمو فارينياس                | كوبا                        | طبيب وصحفي ومعارض سياسي. | [ 24 ]             |
| 2011  | Mahfouz in 2011 | أسماء محفوظ                     | مصر                         | خمسة ممثلين عن الشعب العربي، تقديرًا ودعمًا لحملتهم في سبيل الحرية وحقوق الإنسان. | [ 25 ]             |
| 2011  | al-Senussi in 2011 | أحمد الزبير السنوسي             | ليبيا                       | خمسة ممثلين عن الشعب العربي، تقديرًا ودعمًا لحملتهم في سبيل الحرية وحقوق الإنسان. | [ 25 ]             |
| 2011  | Zaitouneh from an unknown date | رزان زيتونة                     | سوريا                       | خمسة ممثلين عن الشعب العربي، تقديرًا ودعمًا لحملتهم في سبيل الحرية وحقوق الإنسان. | [ 25 ]             |
| 2011  | Ferzat from Michael Netzer's Portraits of the Creators Sketchbook, 2011 | علي فرزات                       | سوريا                       | خمسة ممثلين عن الشعب العربي، تقديرًا ودعمًا لحملتهم في سبيل الحرية وحقوق الإنسان. | [ 25 ]             |
| 2011  | | محمد البوعزيزي (بعد وفاته)      | تونس                        | خمسة ممثلين عن الشعب العربي، تقديرًا ودعمًا لحملتهم في سبيل الحرية وحقوق الإنسان. | [ 25 ]             |
| 2012  | Panahi in 2007 | جعفر بناهي                      | إيران                       | نشطاء إيرانيون، ستوده محامية وبناهي مخرج سينمائي. | [ 26 ] [ 27 ]      |
| 2012  | Sotoudeh in 2012 | نسرين ستوده                     | إيران                       | نشطاء إيرانيون، ستوده محامية وبناهي مخرج سينمائي. | [ 26 ] [ 27 ]      |
| 2013  | Yousafzai in 2019 | ملالا يوسفزي                    | باكستان                     | ناشطة من أجل حقوق المرأة والتعليم. | [ 28 ]             |
| 2014  | Mukwege in 2014 | دينيس موكويغي                   | جمهورية الكونغو الديمقراطية | طبيب نسائي يعالج ضحايا الاغتصاب الجماعي. | [ 29 ]             |
| 2015  | Badawi in 2012 | رائف بدوي                       | السعودية                    | كاتب وناشط سعودي ومؤسس موقع «الليبراليون السعوديون الأحرار». | [ 30 ] [ ب ]       |
| 2016  | Murad in 2016 | نادية مراد                      | العراق                      | نشطاء حقوقيون إيزيديون ومختطفون سابقون من تنظيم الدولة الإسلامية في العراق والشام. | [ 31 ]             |
| 2016  | Aji Bashar in 2017 | لمياء حجي بشار                  | العراق                      | نشطاء حقوقيون إيزيديون ومختطفون سابقون من تنظيم الدولة الإسلامية في العراق والشام. | [ 31 ]             |
| 2017  | Lorent Saleh inaugurated at the Sakharov Walk of Freedom | المعارضة الديمقراطية في فنزويلا | فنزويلا                     | أعضاء الجمعية الوطنية في البلاد وجميع السجناء السياسيين على النحو المدرج في قائمة منتدى العقوبات الفنزويلي يمثلهم ليوبولدو لوبيز، وخوليو بورخيس، وأنطونيو ليديزما، ودانييل سيبايوس، ويون غويكوتشيا، ولورينت صالح، وألفريدو راموس، وأندريا غونزاليس. اعتبرت الجائزة بمثابة مكافأة لـ"شجاعة الطلاب النشطاء والمتظاهرين في مواجهة قمع حكومة نيكولاس مادورو" وقاطعتها المجموعة البرلمانية لليسار المتحد الأوروبي-اليسار الأخضر النوردي. | [ 33 ]             |
| 2018  | Sentsov in 2018 | أوليغ سينتسوف                   | أوكرانيا                    | مخرج سينمائي، رمز النضال من أجل إطلاق سراح السجناء السياسيين المحتجزين في روسيا وحول العالم. | [ 34 ]             |
| 2019  | Tohti in 2011 | إلهام توختي                     | الصين                       | خبير اقتصادي وعالم وناشط في مجال حقوق الإنسان من الأويغور. | [ 35 ]             |
| 2020  | Tsikhanouskaya in 2020 | المعارضة الديمقراطية في بيلاروس | بيلاروس                     | المجلس التنسيقي، مبادرة نسائية شجاعة وشخصيات سياسية ومدنية. | [ 36 ] [ ج ] [ د ] |
| 2021  | Navalny in 2011 | أليكسي نافالني                  | روسيا                       | سياسي معارض وناشط مناهض للفساد. | [ 38 ]             |
| 2022  | | الشعب الأوكراني                 | أوكرانيا                    | مُنحت للأوكرانيين الذين "يحمون الديمقراطية والحرية وسيادة القانون" في أعقاب الغزو الروسي لأوكرانيا عام 2022. | [ 39 ]             |
| 2023  | | مهسا أميني (بعد وفاتها)         | إيران                       | أدت وفاة مهسا أميني في ظروف غامضة إلى احتجاجات واسعة النطاق، تحت شعار المرأة، الحياة، الحرية في كثير من الأحيان. | [ 41 ]             |
| 2023  | A sign with the slogan on it in Central and Northern Kurdish as well as English | حركة المرأة، الحياة، الحرية     | إيران                       | أدت وفاة مهسا أميني في ظروف غامضة إلى احتجاجات واسعة النطاق، تحت شعار المرأة، الحياة، الحرية في كثير من الأحيان. | [ 41 ]             |
| 2024  | | ماريا كورينا ماتشادو            | فنزويلا                     | سياسيون معارضون. | [ 42 ]             |
| 2024  | إدموندو جونزاليس أوروتيا |                                 | فنزويلا                     | سياسيون معارضون. | [ 42 ]             |

## وصلات خارجية
- الموقع الرسمي